# 何塞·阿马尔菲塔尼体育场
何塞·阿馬爾菲塔尼體育場（Estadio José Amalfitani），亦稱利涅爾斯堡壘（El Fortín de Liniers）或貝爾斯沙士菲體育場（Estadio Vélez Sarsfield），是一座位於阿根廷布宜諾斯艾利斯利涅爾斯區的專業足球場，毗鄰利涅爾斯火車站（Liniers railway station）。該場館為阿根廷足球甲級聯賽俱樂部貝爾斯沙士菲體育會的主場，其名稱源自曾擔任貝爾斯沙士菲體育會主席長達30年的何塞·阿馬爾菲塔尼（José Amalfitani）。
該體育場最初於1941年至1943年間以木結構臨時建造，現今的混凝土主體建築則於1947年至1951年間落成。為迎接1978年國際足總世界盃，場館於26年後進行全面翻新與擴建工程。目前場館可容納49,540名觀眾，惟與多數阿根廷體育場相同，並未全數設置座席。
何塞·阿馬爾菲塔尼體育場同時作為阿根廷國家橄欖球隊（別稱「美洲獅」）的國家級主場。儘管該隊於全國各地皆有進行測試賽，但其高規格國際賽事（如對戰紐西蘭全黑隊）通常擇定於此舉行。曾參與超級橄欖球聯賽的美洲虎隊（Jaguares）於2016年至2020年賽季期間，亦以此體育場作為主場館。

## 歷史

### 前身時期

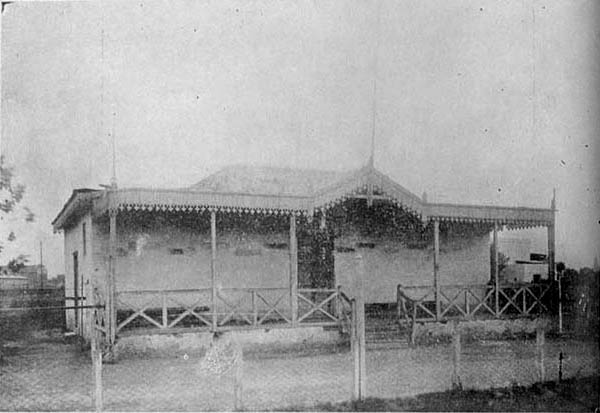
1922年首座主看台及俱樂部會所景觀

貝爾斯沙士菲足球隊成立初期，主場賽事皆於社區空地上舉行，使用可移動式球門。1913年，阿根廷足球協會要求俱樂部遷移至更大型的場地，球隊遂轉移至胡安·馬丁·菲加洛（Juan Martín Figallo）位於羅多街（Rodó）與埃斯卡拉達街（Escalada）的莊園內進行主場賽事，該場地為菲加洛出租予俱樂部使用。  
1914年，俱樂部召開大會商議租用更適宜的場地，最終選定位於比亞盧羅區（Villa Luro）火車站後方、科爾蒂納街（Cortina）與巴卡凱街（Bacacay）之間的土地。然而俱樂部的永久主場直至1922年才得以奠基——當時球隊租用洛佩斯·班卡拉里兄弟（López Bancalari Brothers）位於國家衛隊街（Guardia Nacional）的土地，並著手興建主看台。此期間球隊仍暫時於比亞盧羅區及其他場地進行賽事，直至1924年體育場正式落成。該場館配備主看台、更衣室、咖啡廳、員工室及秘書處，並以友誼賽對陣河床作為啟用儀式。  
1926年至1927年間，俱樂部增建新看台，完成四週看台結構以擴充觀眾容量。1935年，貝爾斯沙士菲主場首度啟用人工照明設施，於夜間賽事中以4-2擊敗普拉騰斯，此舉亦呼應俱樂部暱稱「El Fortín」（意為「小堡壘」），源於1932年記者烏戈·馬里尼（Hugo Marini）對比亞盧羅區舊主場的形容。1940年，因租約到期，俱樂部被迫遷離此營運逾二十年的標誌性場館，標誌著一個時代的終結。

### 現址

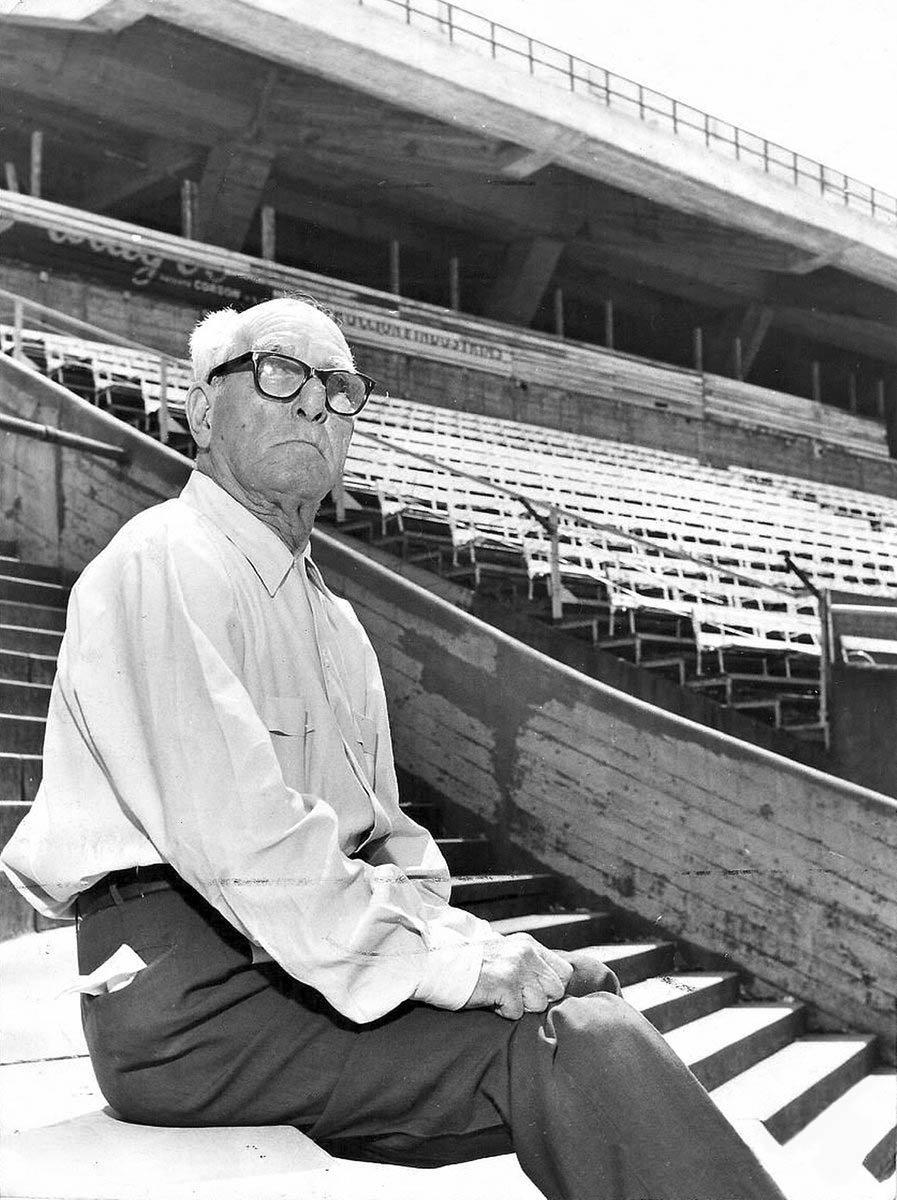
貝爾斯沙士菲體育會主席何塞·阿馬爾菲塔尼（José Amalfitani）於1943年啟用的現行體育場內留影

貝爾斯沙士菲體育會於1940年自阿根廷足球甲級聯賽降級後，被迫遷離原租用的比亞盧羅區場地。三年後（1941年），俱樂部取得現址土地所有權，該地原屬宜諾斯艾利斯西部鐵路公司，為馬爾多納多溪（Maldonado Stream）流經的沼澤區域，施工條件艱困。時任主席何塞·阿馬爾菲塔尼（José Amalfitani）主導首期工程，場館最終於1943年4月11日啟用，並沿用比亞盧羅舊場的木製看台。揭幕戰以2-2戰平河床體育會，貝爾斯沙士菲前鋒胡安·何塞·費拉羅（Juan José Ferraro）攻入場館史上首球（其餘進球者為代表主隊的安赫爾·費爾南德斯與河床的阿道夫·佩德內拉（Adolfo Pedernera）兩度破門）。現今主體結構則於1951年4月22日正式落成。  
為表彰阿馬爾菲塔尼的貢獻，體育場於1968年12月7日更名為現稱。隔年（1969年），場館加裝西門子公司現代化照明系統，並完成首個上層看台區段。  
何塞·阿馬爾菲塔尼體育場為南美洲最早引入夜間照明系統的足球場之一。其照明技術靈感源自時任俱樂部執行委員勞爾·德奧諾弗里奧（其子羅道夫·德奧諾弗里奧後曾任河床體育會主席）參觀美國棒球場後的構想。儘管最初計劃採用美式球場規格，最終仍與德商西門子簽訂技術合作協議 。該系統於1969年與巴西桑托斯足球俱樂部的友誼賽中首度啟用。

## 外部連結
- 官方网站